# Pero velutina
Pero velutina là một loài bướm đêm trong họ Geometridae.